# 2010 (филм)
2010: Година остваривања контакта (енгл. 2010: The Year We Make Contact), такође познат и као 2010, је научнофантастични филм из 1984. који је режирао Питер Хајамс. Базиран је на роману Артура Ч. Кларка 2010: Одисеја два. Филм, као и роман, је наставак 2001: Одисеја у свемиру.

## Радња
У време велике напетости и предратног стања између САД и СССР совјетски брод Леонов је послат у заједничку америчко-совјетску експедицију на Јупитер. Задатак експедиције је да утврди шта се догодило са бродом Откриће (Discovery) и његовом посадом као и да разоткрије природу огромног монолита непознатог порекла који се појавио у орбити око планете.

## Улоге
| Глумац               | Улога                |
| -------------------- | -------------------- |
| Рој Шајдер           | Хејвуд Флојд         |
| Џон Литгоу           | Волтер Курноу        |
| Хелен Мирен          | Тања Кирбук          |
| Боб Балабан          | доктор Чандра        |
| Кир Дјулеј           | Дејвид Боуман        |
| Даглас Рејн          | ХАЛ 9000 (глас)      |
| Дејна Елкар          | Дмитриј Мојсејевич   |
| Иља Баскин           | Максим Браиловски    |
| Савелиј Крамаров     | Др. Владимир Руденко |
| Олег Рудник          | Др. Василиј Орлов    |
| Наташа Шнајдер       | Ирина Јакуњина       |
| Владимир Скомаровски | Јуриј Светланов      |
| Јан Триска           | Александар Коваљов   |
| Виктор Штајнбах      | Николај Терновски    |